# سندرم ایکس شکننده
سندروم ایکس شکننده (به انگلیسی: Fragile X syndrome)، یک ناهنجاری ژنتیکی است. کم‌توانی ذهنی خفیف تا متوسط و بهره هوشی پایین، اغلب از نشانه‌های آن است. این بیماری یک اختلال وابسته به کروموزوم X است ناهنجاری در کروموزوم ۲۳ که کروموزوم ایکس است دیده می‌شود و از شایع‌ترین علل عقب‌ماندگی خانوادگی محسوب می‌شود. مبتلایان به این نشانگان، دارای صورتی دراز، فک پایین بزرگ، گوش‌های برگشته بزرگ و بیضه‌های بزرگ (ماکروارشیدیسم) که تنها ویژگی برجسته این سندروم، در ۸۰٪ مردان بالغ است.
نشانگان X شکننده عموماً به سبب توسعهٔ تکرار سه‌تایی بر روی ژن FMR روی کروموزوم X است که منجر به تولید ناکافی پروتئین FMRP می‌شود. این پروتئین برای ایجاد سیناپسمیان نورونی لازم است. این بیماری با تقویت تکرارهای پشت سر هم توالی نوکلئوتیدهای CGG در زمان فرایند اووژنز ارتباط دارد.

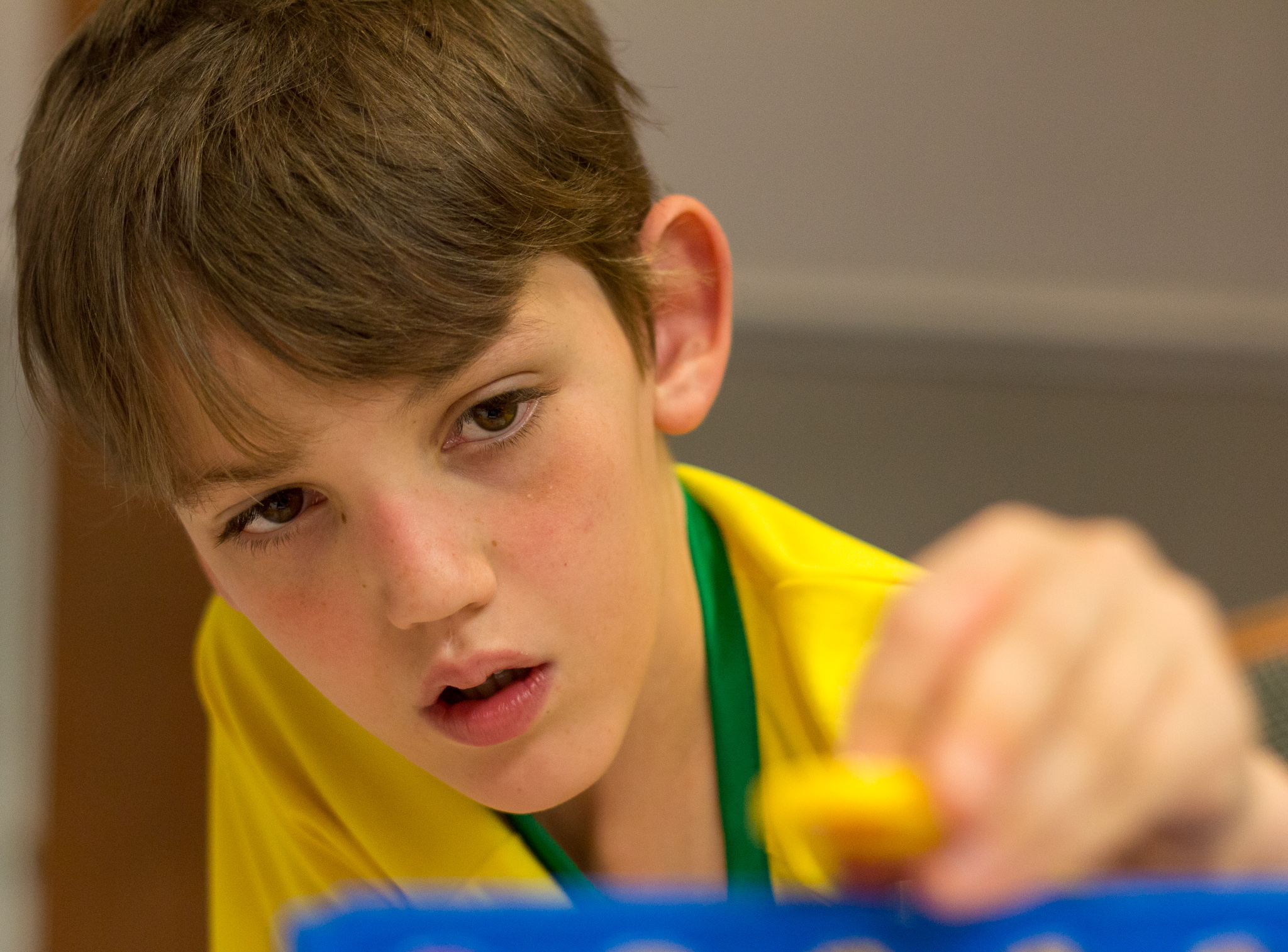
نشانه‌های بارز این نشانگان شامل صورت کشیده شده، گوش‌های بزرگ یا بیرون زده و کاهش تونوس ماهیچه‌های اسکلتی است.

## نشانه‌ها و عوارض
بیشتر خردسالان نشانه‌های فیزیکی نشان نمی‌دهند و علایم فیزیکی از زمان بلوغ آغاز به گسترش می‌کنند. در کنار کم‌توانی ذهنی، شاخص‌های برجسته این نشانگان چهرهٔ کشیده شده، گوش‌های بزرگ یا بیرون زده، صافی کف پا، بیضه‌های بزرگ و کاهش تونوس ماهیچه‌های اسکلتی است.
عفونت گوش میانی مکرر و سینوزیت از علایم متداول در اوایل کودکی هستند. گفتار می‌تواند دچار شتابان‌گویی یا پریشانی شود. شاخص‌های رفتاری، شامل رفتار قالبی و رشد اجتماعی ناهنجار به ویژه خجالت‌زدگی، تماس چشمی محدود، مشکلات حافظه و شناسه‌گزاری چهره است. برخی از افراد مبتلا به این نشانگان با معیارهای تشخیص درخودماندگی (اوتیسم) نیز شناخته می‌شوند.